# Schlacht von Siffin
Als Schlacht von Siffin (arabisch وَقْعَة صِفّين, DMG waqaʿat ṣiffīn) bezeichnet man eine Serie von Gefechten und Scharmützeln, die sich im Sommer 657 am Ufer des Euphrat, nahe der Ruinen von Siffin ereigneten. Gegner waren die Truppen von Kalif Ali ibn Abi Talib und von Muawiya, dem umayyadischen Statthalter von Syrien.
Siffin war eine frühere oströmische Siedlung am Ufer des Euphrat, in der Nähe von ar-Raqqa in Syrien. Zur Zeit der Schlacht lag Siffin schon in Ruinen. Heute heißt die Siedlung Abu Huraiyra. 

## Vorgeschichte
Im Juni 656 war der Kalif Uthman ibn Affan von Rebellen ermordet und Ali zu dessen Nachfolger gewählt worden. Ali wurde von Teilen der Umma gleich Loyalität geschworen, wobei andere die Bedingung stellten, dass er erst die Mörder Uthmans suche und fasse. Muawiya, der Statthalter von Syrien seit der Zeit von ʿUmar ibn al-Chattāb, und eine Gruppe der Muslime, weigerten sich Ali Loyalität zu schwören, bis er die Rebellen fasse die sich in Kufa verbargen, auch wenn Alis Vorzug von allen Seiten anerkannt wurde. Es kam zum Ersten Bürgerkrieg in der islamischen Nation (fitna).
Am 9. Dezember 656 siegte Ali in der Kamelschlacht bei Basra über das gegenüberstehende Heer der Muslime, das die Witwe Mohammeds, Aischa bint Abi Bakr anführte, nachdem Rebellen den Friedenspakt beider Seiten auflösten und eine Schlacht begannen. Ali verlegte daraufhin seine Hauptstadt von Medina nach Kufa, von wo er sich erhoffte, Muawiyas Vorstöße in den Irak besser eindämmen zu können. Gleichwohl sandte Ali Boten nach Syrien, die eine friedliche Beilegung des Bürgerkrieges vermitteln sollten. Muawiya ließ sich aber auf keine Verhandlungen mit Ali ein, woraufhin beide ihr Heer zum Angriff rüsteten. 
Ali zog mit seinem Hauptheer bis ar-Raqqa, wo er von der Vorhut Muawiyas gesichtet wurde, in den folgenden Tagen aber ungehindert den Euphrat überquerte. Er stieß daraufhin flussaufwärts am Euphrat entlang vor. Muawiyas Vorhut führte wiederholt schnelle Überraschungsangriffe auf ihn aus, konnte sein Vorwärtskommen aber nicht behindern. Im Mai 657 traf Ali auf das Hauptheer Muawiyas, das in einer Ebene bei Siffin am Euphrat lagerte.
Zur Truppenstärke der beiden Heere sind nur sehr ungenaue und unsichere Schätzungen überliefert. Meist werden 50.000 bis 150.000 Mann auf Seiten Alis und 80.000 bis 150.000 Mann auf Seiten Muawiyas angegeben. All diese Zahlenangaben erscheinen aus heutiger Sicht allerdings maßlos übertrieben.

## Schlachtverlauf
Muawiya entsandte einen Teil seiner Truppen unter Amr ibn al-As ans Flussufer, um Ali den Zugang zum Wasser zu versperren. Alis Truppen, angeführt von Malik al-Aschtar, lieferten sich ein heftiges Gefecht mit Amr ibn al-As, der sich schließlich zurückziehen musste. Aber anstatt den Fliehenden unverzüglich nachzusetzen und Muawiyas Hauptheer in dessen Lager anzugreifen, ließ Ali den Kampf einstellen und am Fluss ein eigenes Lager errichten. Beide Seiten betrachteten es nämlich als Unrecht, wenn ein Muslim einen anderen Muslim umbringt. Die folgenden Tage standen sich die beiden verfeindeten Heere gegenüber, ohne dass es zum Großangriff einer der beiden Seiten kam. Ali und Muawiya tauschten immer wieder Boten aus, die vergeblich versuchten, eine friedliche Beilegung des Konfliktes zu erreichen. Abwechselnd zu den Verhandlungen kam es immer wieder zu kleineren Überfällen und Scharmützeln zwischen Abteilungen der beiden Heere.
Am 26. Juli kam es schließlich zu großangelegten Gefechten, die über drei Tage andauerten, wobei die Truppen Alis zunächst die Oberhand gewannen. Der Niederlage nahe, steckten die Muslime der Seite Muawiyas Blätter aus dem Koran an die Spitzen ihrer Lanzen und riefen aus, dass sie einen Friedenspakt wollen, womit sie auch der Gegenseite deutlich machten, dass sie auch Muslime seien. Alis Truppen brachen daraufhin die Schlacht ab. Ali erklärte sich bereit, einem Friedenspakt zwischen den Muslimen auf der Basis des Korans zuzustimmen. Muawiya und Ali zogen daraufhin nach Damaskus bzw. Kufa ab.

## Folgen
Ein Teil von Alis Heer und Anhängerschaft empfand das Entsenden von Schiedsrichtern für die Verhandlung von einem Friedenspakt mit Muawiya als Abfallen vom Islam, mit der Begründung, dass das Richten nur Gott gebühre, diese spalteten sich als Charidschiten von Ali ab. Die Schiedsgerichtsentscheidung blieb daher ohne Wirkung. In der Folgezeit musste sich Ali vor allem der Bekämpfung der Charidschiten im Irak widmen. Muawiya herrschte weiterhin in Syrien, später auch in Ägypten, während Ali den Rest des Kalifats steuerte. Die Auseinandersetzungen fanden erst mit der Ermordung von Ali Ibn Abi Talib im Jahr 661 ein einstweiliges Ende.